# مسجد عبد القادر الجيلاني
مسجد عبد القادر الجيلاني  أو مسجد ملكا الكبير هو مسجد أثري قديم في ملكا.